# Lista över runristare
Nedan återfinnes en alfabetisk förteckning över runristare och deras respektive verk. Den upptar namn på personer som ristat runor på runstenar, i berghällar, i stenblock och liknande. Sentida runristare och ristare av dalruneinskrifter upptas ej. 

## A

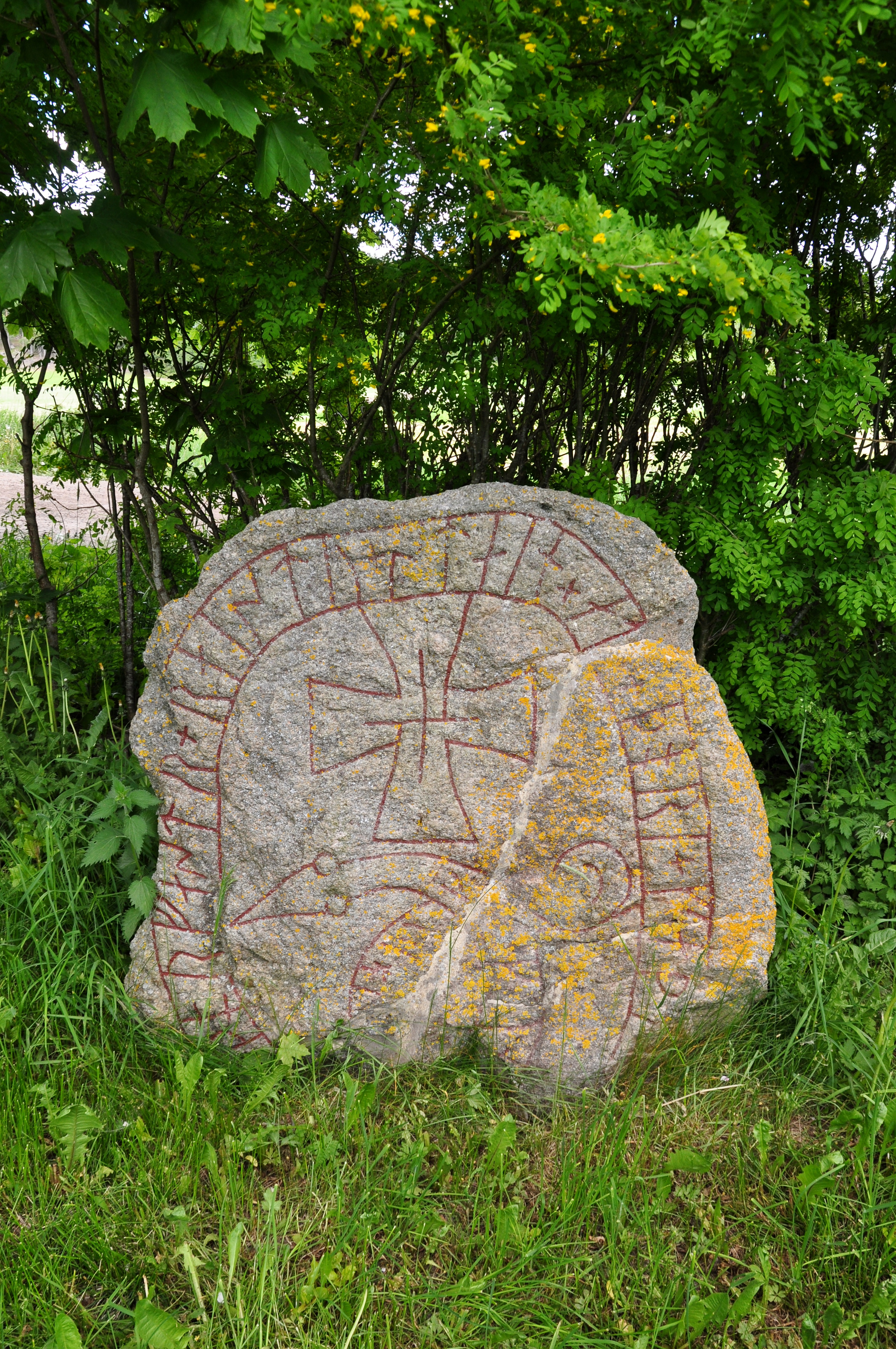
Sö 233, en typisk Amundesten.

- Adil, Aþil, felaktig återgivning av namnet katil, Kättil, på runsten U 97.
- Alrik: 
Signerade[1]: U 654 ("troligen", signering skadad)
Attribuerade[1]: U 644, U 661, U 990, U 992*:
- Alrik Lumber:
Signerade: Sparlösastenen[2]
- Alver:
Signerade: Hs 11, tillsammans med Brand
- Amunde:
Signerade: Sö 215, Sö 233, Sö 268, Sö 271
Attribuerade: Sö 217, Sö 224, Sö 226, Sö 229, Sö 240, Sö 254, Sö 263 †, Sö 273
- Andor:
Signerade: U 219
- Anund,Anundr:
Signerade: Ög 186
Attribuerade: Ög 122 †[3]
- Aodlind
- Arbjörn, Arbiorn:
Signerade: U 652, U 682 †, U 688
Attribuerade[4]: U 459, U 630, U 646, U 651, U 653, U 655, U 667, U 676, U 689, U 812, U 817 †, U 845, U 864 †, U 865, U 891
- Asbjörn:
Signerade: Sö 213, Sö 266
Attribuerade: Sö 241, Sö 265
- Audvald:
Signerade: G 200

## B
- Balle, Balli:
Signerade: Sö 92, Sö 203, Sö 210, Sö 214, U 647, U 699, U 705,  U 707, U 721, U 726, U 729, U 740, U 744, U 750, U 753, U 756, U 770, U 819, U 829, U 873, U 1161 (en av flera ristare), Vs 15, Vs 24
Attribuerade:[5] Sö 175, Sö 187, Sö 192,  Sö 193, Sö 194, Sö 197, Sö 198, Sö 200, Sö 207, Sö 209, Sö 212, Sö 321, U 2 †, U 34, U 38, U 650, U 690, U 693 (en av två), U 695, U 696, U 697 †, U 703, U 706, U 708, U 712, U 713 †, U 714 †, U 722, U 723, U 724, U 725 †, U 727, U 730 †, U 731 †, U 735, U 737, U 739, U 747, U 748, U 749, U 751, U 757, U 781 (delvis omtvistat), U 784,  U 792,  U 807, U 808, U 810,  U 815, U 820, U 832 †, U 833 †, U 834 †, U 838, U Fv1993;235, Gs 9 (en av två).
- Björn:
Signerade: Nolingestenen, "Bjorn hiogg"
- Blidgund
- Boso
- Brand:
Signerade: Öl 28
- Brand:
Signerade: Hs 11, tillsammans med Alver
- Brandr:
Signerade: Upplands runinskrifter 1067
Attribuerade: Upplands runinskrifter 1066
- Brune:
Signerade: Sö 178
- Bruse Åsbjörnsson:
Signerade: Hs 10

## D
- Dag (DagR):
Signerade: Ög 43 (viss osäkerhet kring det aktuella avsnittets läsning)
- David:
Signerade: U 220
- Disalv
- Drosboe:
Signerade: U 216: Drosbui ristade runorna.
Attribuerade: U 214

## E
- Erik, Eiríkr:
Signerade: U 654? troligen Alrik, namnet skadat[5], U 1165,
Attribuerade[4]: U 732, U 738, U 755,  U 762, U 768, U 769, U 774, U 779, U 793, U 798 †, U 857, U 1151, U 1153 †, U 1154, U 1155, U 1156, U 1157, U 1172, U 1173,  Vs 30
- Ernfast, se Ärnfast
- Eskil:
Signerade: Sö 333
- Estfarne och Gerfast:
Signerade: Sö 45

## F

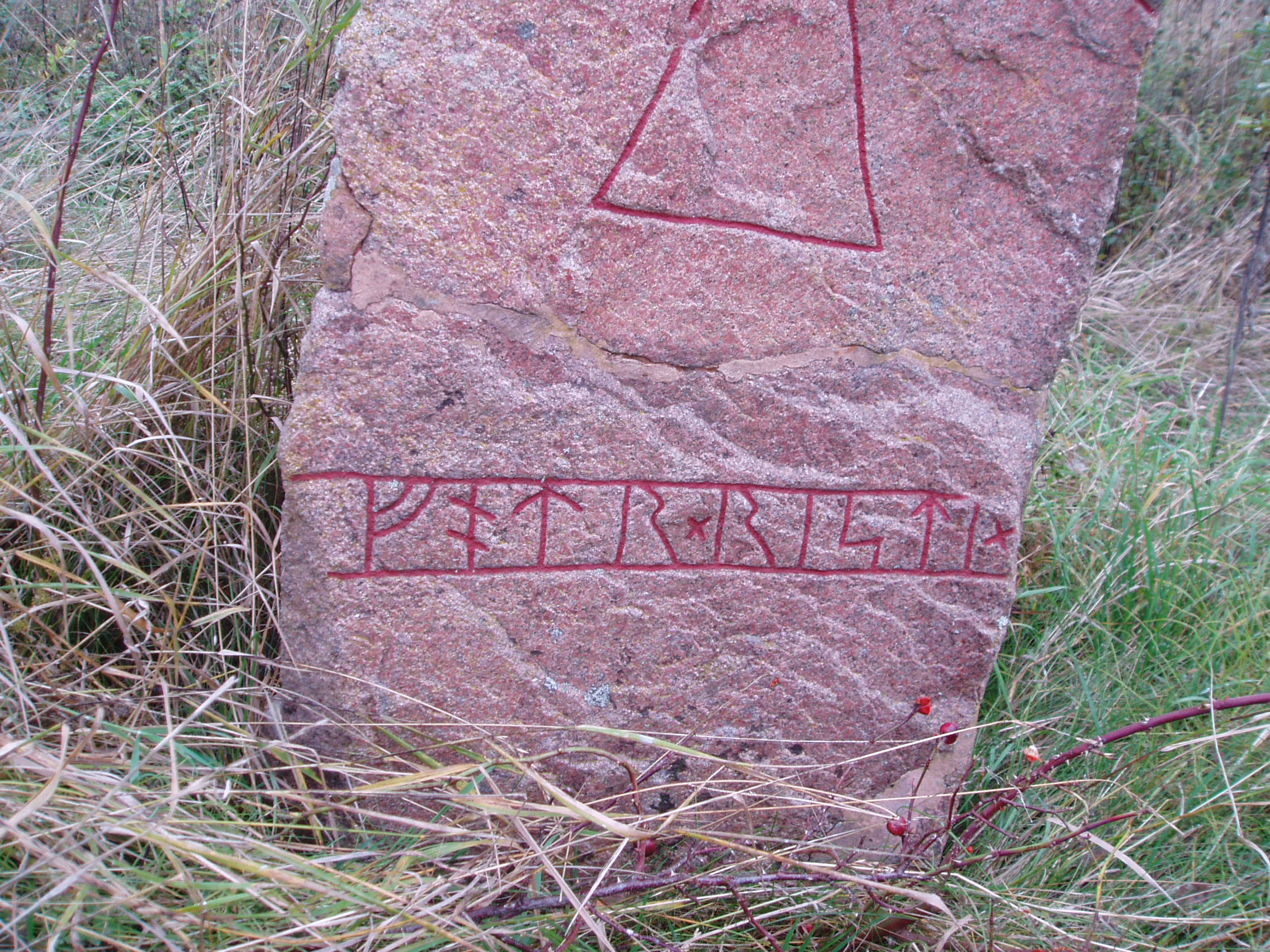
U 268, signerad "Fot ristade".

- Fartegn:
Signerade: M 1
- -fast
Signerade: U 163
- Faste:
Signerade: U 171
- Fasttegn:
Signerade: U 1139
- Fastulv:
Signerade: U 170
- Feha
- Finn:
Signerade: Sö 139
- Fot:
Signerade: U 167, U 177, U 268 (tillsammans med U 267), U 464, U 605, U 638,  U 678 och U 945.
Attribuerade: U 127, U 329, U 330, U 331, Näsbystenen U 455, U 459, U 460, U 463, U 980
- Frögärd i Ösby: äldre feltolkning av ristaren till U 203
- Frösten:
Signerade: U 1161, tillsammans med Balle och Livsten

## G

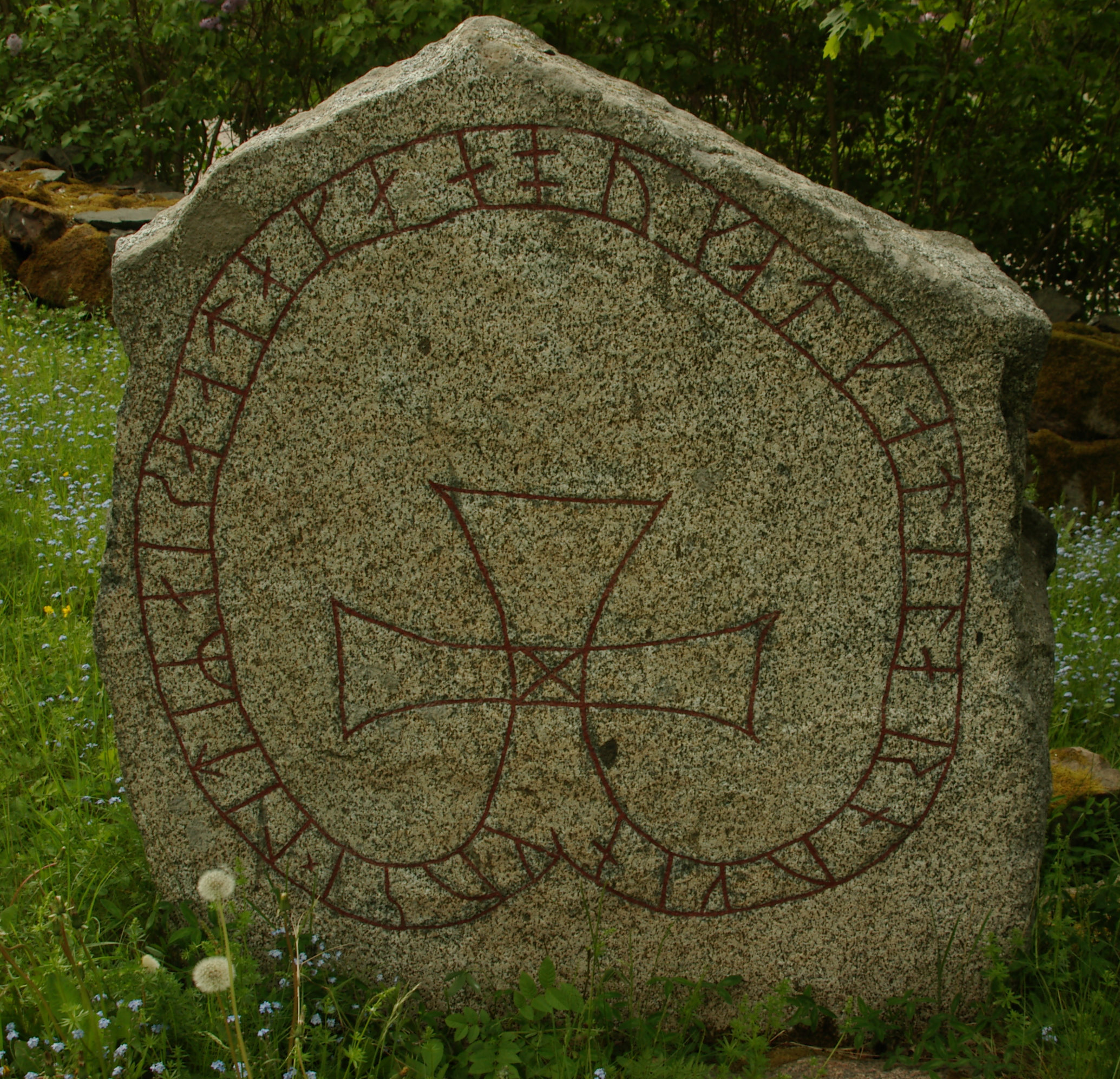
U 946, sannolikt ristad av Grim skald.

- Ger
Signerade: U 605 (oklart)
- Gerfast och Estfarne:
Signerade: Sö 45
- Grim skald:
Signerade: U 916, U 951
Attribuerade: U 741, U 909, U 912, U 946, U 988, U 994
- Grimulv:
Signerade: Ög 8, tillsammans med Viking.
- Gudfast
Signerade: U 918, U 1054, U 1116
Attribuerade: U 1070 (osäker)[6], U 1079 (osäker)[6], U 1097, U 1119 (osäker)
- Gunnar, Gunnarr: 
Signerade: parstenar U 225, U 226
Attribuerade: U 225, U 328, U 430, U 504, U 512
- Gunnar, Gunnarr: 
Signerade: Ög N288 "Oklundaristningen"
- Gunnborga den goda:
Signerade: Hs 21
- Gunnlev:
Signerade: Sö 159 (tillsammans med Rörik, Gudmund och Boe), Sö 162 (tillsammans med Sigmund)
- Gylle, se Kjule

## H
- Hakon:
Signerade: Sö 18
Attribuerade: Sö 39
- Hallbjörn:
Signerade: Sö 195
- Hallvard:
Signerade: G 120
Attribuerade: G 119
- Halvdan:
Signerade: Sö 270
Attribuerade[5]: Sö SB1965;19, (Sö 235), (Sö 237), (Sö 239), (Sö 244), Sö 245, Sö 247 †, Sö 252, (Sö 256), Sö 262, (Sö 269), (Sö 272), (Sö 274), (Sö 290), Sö 292, Sö 297, Sö 298, (Sö 301). Alla signum inom parentes kan på grund av stilistika skillnader ifrågasättas.
- Hiriar:
Signerade: U 1144, tillsammans med Åsmund Kåresson
- Håkon, Hákon:
Signerade: M 7
- Håvard:
Signerade: Olsbrostenen
- Hägvid:
Signerade: Sö 219
Attribuerade: Sö 218, Sö 220, Sö 221, Sö 225, Sö 227, Sö 255

## I

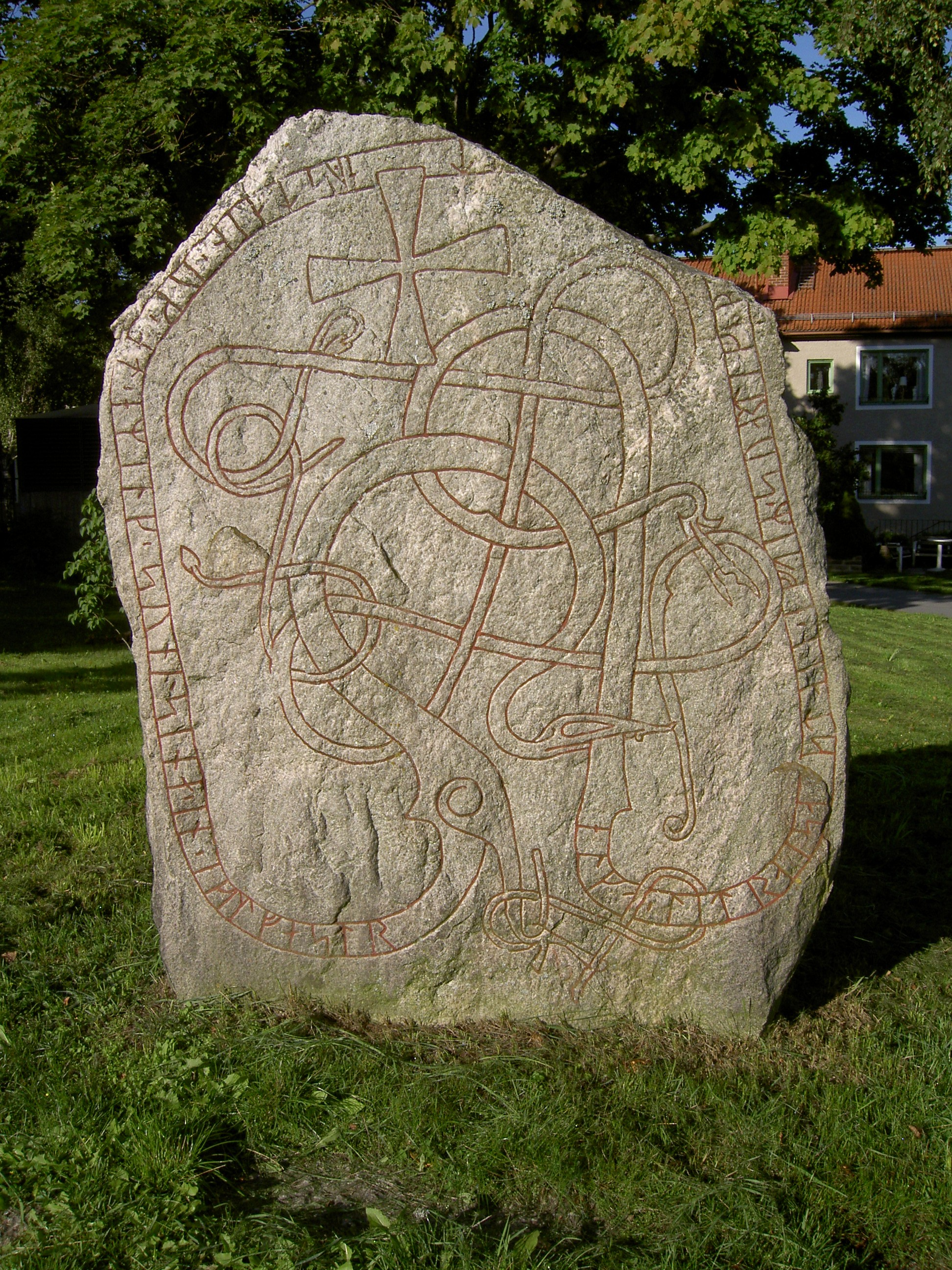
Kummelbystenen, ristad i Urnesstil av Igulfast.

- Igulfast:
Signerade: Kummelbystenen, U Fv1953;263, Vaksalastenen (U 961)
- Ingjald:
Signerade: U 932
- Ingulv:
Signerade: U 929, U 1041, U 1052 tillsammans med Tjälve, U 1075
Attribuerade[5]: U 1047? (ifrågasatt), U 1062, U 1065, U 1075 †, U 1097 † (en av två föreslagna)
- Iurar i Kaum:
Attribuerade: Gökstenen[7]

## J
- Johan i Brunna: 
Signerade: U 799

## K
- Kag, Kahu
- Kettil, Kättil: 
Signerade: U 97, U 334
Attribuerade: U 48
- Kettilfast:
Signerade: U 49, U 504
Attribuerade: U 18, U 50, U 194, U 335
- Kjule:
Signerade: U 1039, U 1040, U 1042
- Kol:
Signerade: U 1117
- Korp:
Attribuerade: Öl 21
- Käti:
Signerade: U 916 (tillsammans med Grim skald)

## L
- Lidsvald
Signerade: U 734
- Likbjörn:
Signerade: U Fv1976;104, U 1074
Attribuerade[8]: U 867, U 905, U 921, U 923, U 1105, U 1038, U 1076, U 1095
- Litle:
Signerade: Vs 20, Vs 27
Attribuerade: Vs 17, Vs 22, Vs 32
- Livsten, Lifsteinn:
Signerade: U 1152, U 1158
Signerade: "Balle och Frösten, Livstens följeslagare": U 1161
Attribuerade: U 780, U 788, U 794, U 795, U 797, U 1160, U 1171
- Love, Lofi:
Signerade: Ög 64

## M
- Manne
Signerade: U 1007
Tillskrivna:  U 1006, sannolikt U 1010[6]
- Minge, minki, äldre felaktig läsning för moni dvs. Manne.

## N
- Näse
- Näsbjörn:
Signerade: Sö 356
Attribuerade: Sö 89

## O
- Olev, Olof (Ulaifr):
Signerade: U 145, U 162
Tillskrivna: U 63, U 77, U 78
- Orökja
Attribuerade: U 463
- Osniken:
Signerade: U 1042
- Otvagen:
Signerade: U 1102

## R
- Rune:
Signerade: U 790

## S
- Sawilagar:
Signerade: Lindholmenamuletten
- Sigfast:
Signerade: U123
- Sigmund:
Signerade: Sö 162 (tillsammans med Gunnlev)
- Sigraiv
Signerade: G 46, G 69, DR 373
- Sigröd
- Sigvid
- Skamhals:
Signerade:Sö 40, Sö 323
- Snare:
Signerade:U 44, U Fv1953;266
- Sten
Signerade: Frösöstenen
- Sten eller Sven
Signerade: U 376
Attribuerade: U 378, U 505
- Stenkil:
Signerade: Sö 54
- Styvjald:
Signerade: Sö 374
- Sune
Signerade: U 353
- Svart:
Signerade: DR 370
- Svarthövde:
Signerade: U 825, osäker bedömning
- Sven (Uppland och Gästrikland):
Signerade: U 45, U 247, U 248, U 321, U 377, U 378, U 382, U 395, U 505, U 913
Attribuerade: Gs 13, U 376, U 1149
- Sven (Öland): 
Signerade: Öl 39,
Attribuerade: Öl 40
- Särker:
Signerade: Ög 67

## T
- Tidkume, Tíðkumi:
Signerade: U 759, Sö 205
- Tjälve:
Signerade: U 1052
Attribuerade: U 463
- Toler
- Torbjörn 2:
Signerade: U 379, U 391, U 467,
Attribuerade: U 19, U 385, U 394, U 478
- Torbjörn 3:
Attribuerade:U 405,
- Torbjörn 4:
Signerade: Sö 190
- Torbjörn skald den äldre, troligen identisk med Torbjörn 2:
Signerade: U 532, parsten till U 533 (A),
- Torbjörn skald den yngre:
Signerade: U 29,
- Tord, Þorðr: 
Signerade: Hybystenen 1 DR 264
- Tord, Þorðr: 
Signerade: U 919
Attribuerade: U 1107
- Tore:
Attribuerade: Sö 2, Sö 3, Sö 8, Sö 9, Sö 10, Sö 13, Sö 143, Sö 149
- Torer:
Signerade: Sö 35
- Torfast:
Signerade: U 599, U 629
Attribuerade: U 193, U 418, U 525
- Torgöt:
Signerade: U 746, U 958[9] och troligen U 257[10]
Attribuerade: U 58,[11] U 77,[12] U 306,[13] U 694[14]
Osäkra: Hovgårdsstenen, U80,[15] U281,[16] U 643,[17] U 804, U 836
- Torgöt Fotsarvi, möjligen identisk med Torgöt ovan:
Signerade: U 308,[18]
- Torir:
Signerade: U 1143
- Torkel:
Signerade: Ög 81 "Högbystenen", Ög 82*[19], Ög 165
Attribuerade: Ög 77[20][21]Ög 83[21], Ög 84 †[22]
- Torlaif:
Signerade: Hailgairs häll
- Torsten:
Signerade: U 209, U 360
Attribuerade: U 190, U 191†, U 325, U 352, U 364(?), U 509, U Fv1975;169, U NOR2003;23, troligen också U 515, samt de försvunna U 361†, U 362†, U 365†, U 366†(?) och U 506†; möjligen också fragmentet U 571.[23]
- Tove:
Signerade: Sö 356
- Traen:
Attribuerade: Sö 14, Sö 45, Sö 49, Sö 122, Sö 123, Sö 350, Sö 351, Sö 352
- Tryn:
Signerade: Frösöstenen
- Tule:
Signerade: Sö 82
- Tyrvi:
Signerade: U 116
- Tälve

## U
- Ugge, Uhi
- Ulv: U 59
- Ulv/Ulvkell i Borresta:
Signerade: U 161
Attribuerade: U 160, U 328, U 430
- Ulv på Ekö:
Signerade: Sö 104 (?)

## V

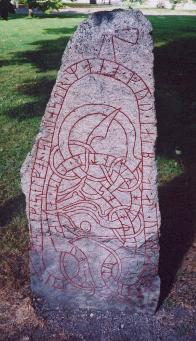
U 1011, ristad av Vigmund och Åfrid.

- Varin, Varinn: 
Signerade: Ög 136 Rökstenen
- Vidbjörn:
Signerade: U 524
Attribuerade: U 579
- Vigmar
Signerade: U 1142, tillsammans med Åsmund Kåreson[24]
- Vigmund:
Signerade: U 1011, tillsammans med Åfrid. Stilen påminner dock alltför mycket om  Öpirs.
- Viking:
Signerade: Ög 8, tillsammans med Grimulv.
- Visäte, uppländsk runristare verksam under 1000-talet. Sju runstenar bär hans namn, men ytterligare tjugo stenar tros vara ristade av Visäte:
Signerade: U 207 hör ihop med U 208, U 236, U 337, U 669, tillsammans med Öpir
Attribuerade: U 281, U 293, U 333, U 613, U 614, U 668, tillsammans med Öpir
- Vred, Vreiðr:
Signerade: Vs 13
- Värmund
Signerade: U Fv1912;8

## Å

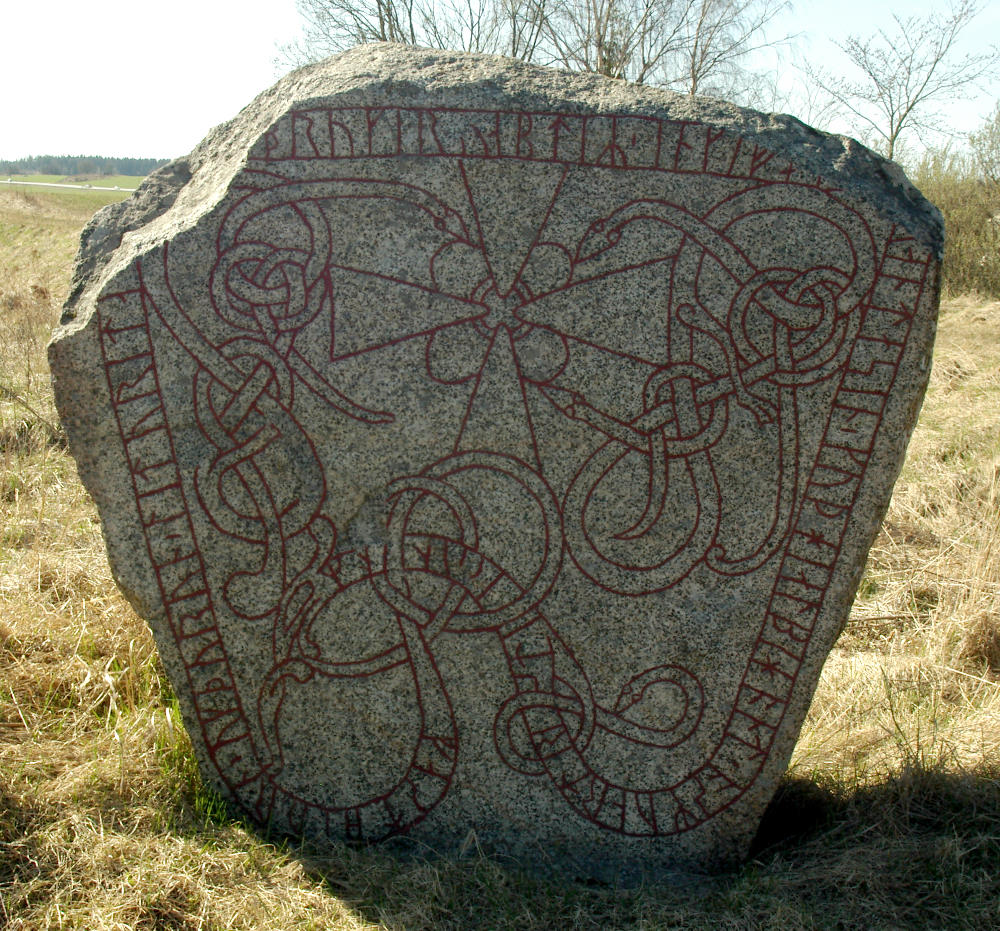
U 859, ristad av Åsmund Kåresson.

- Åfrid, Afrid, kvinnlig ristare:
Signerade: U 1011, tillsammans med Vigmund. Stilen påminner dock alltför mycket om Öpirs.
- Åke, Aki: Ög 183* (Enligt tolkningar som framlagts sedan Östergötlands runinskrifter gavs ut, av Arthur Nordén[25] och Carl Larsson [26], kan verbet i inskriften vara ræisa ("resa") i stället för rista. Åke blir då mindre sannolik som ristare.)
- Åsbjörn
- Åsmund Kåresson, Asmund Karason:
Signerade: U 301, U 343, U 346, U 356, U 824, U 847, U 859, U 871,  U 884, U 932, U 956, U 969, U 981, U 998,  U 1144
Attribuerade: U 344, U 866, U 1043
- Åsgot:
Signerade: Sö 122

## Ä
- Ärnfast, Ernfast:
Signerade: U 41, U 43, U 79, U 123, U 503
Attribuerade: U 47, U 51,[27] U 52, U 90, U 300, U 317, U 445, U 510, U 624
- Ärnmund:
Signerade: U 80
- Äsbjörn:
Signerade: Sö 205, "Äsbjörn och Tidkume höggo runorna. Örökja målade.", U 947
Attribuerade: U 942
- Äskil:
Signerade: U 778
Attribuerade: Sö 179, Sö 211, Sö 333, Sö 341, U 439, U 644, U 661, U 802, U 818, U 823, U 837, U 1151

## Ö
- Öbber, se Öpir
- Ödbjörn/Ödbärn:
Signerade: U 692, U 870
Attribuerade: U 719

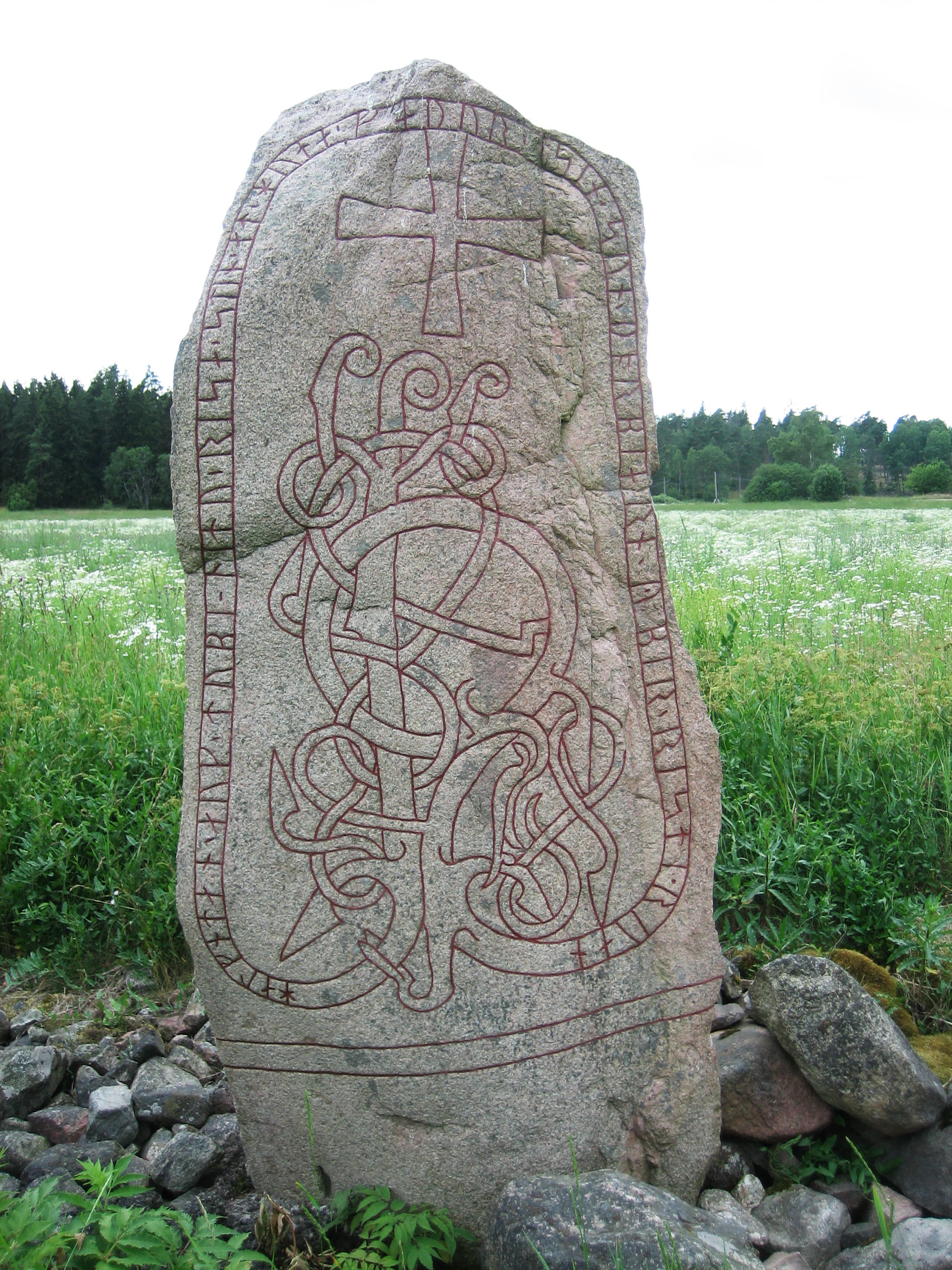
U 229 ristad av Öpir.

- Ödkume, äldre felaktig läsning för Tidkume
- Ödmund:
Signerade: U 598
Attribuerade: U 1123
- Önjut:
Signerade: Gs 1
Attribuerade: U 496, U 497, U 600, U 1140, U Fv1973;198B (osäker bedömning)
- Öpir, Öper, Ybir, ristade cirka 80 runstenar, däribland den berömda Oxfordstenen.
- Örik, Öring?
- Östen:
Signerade: Sö 344, Holmfastristningen, Bornhuvudristningen, U 6, U 590
Attribuerade: U 8 (fragment av U 6), U 567, U 593